# آرلوات
آرلوات (به آلمانی: Arlewatt) یک شهر در آلمان است که در نوردفرایسلند واقع شده‌است.
 آرلوات  ۳۴۰ نفر جمعیت دارد.